# Srpnová povstalecká ofenzíva (válka na Donbase)
Srpnová povstalecká ofenziva nebo také Povstalecká protiofenziva z 24. srpna 2014, je název mohutné ofenzivy, kterou provedla ruská pravidelná armáda a proruští separatisté pod vedením ruských důstojníků během války na východní Ukrajině. Ruské jednotky během ní obklíčily ukrajinské vojáky v Ilovajsku a vytvořily kotel, dál získaly pod kontrolu přístav Novoazovsk, strategickou vyvýšeninu Savur-Mohyla a obsadily doněcké letiště o které ještě dále několik měsíců bojovali s Ukrajinci. Ofenziva vyvolala řadu reakcí. Ofenziva přinesla přesvědčivé důkazy účasti ruské pravidelné armády v konfliktu na východě Ukrajiny.